# Salavice (železniční zastávka)
Salavice (německy Sollowitz) jsou železniční zastávka (bývalá železniční stanice), která se nachází v obci Salavice v okrese Jihlava v kraji Vysočina. Zastávka leží na trati číslo 227 (Kostelec u Jihlavy – Slavonice).

## Přeprava
Na zastávce zastavují pouze osobní a spěšné vlaky, které provozují České dráhy, které na tyto vlaky nasazují motorové vozy RegioSpider. Na zastávce se nachází přístřešek pro cestující. Zastávka se nachází v integrovaném dopravním systému VDV.

## Přístupnost
Přístup na nástupiště není bezbariérový.